# Maria Stuart (księżna Oranii)

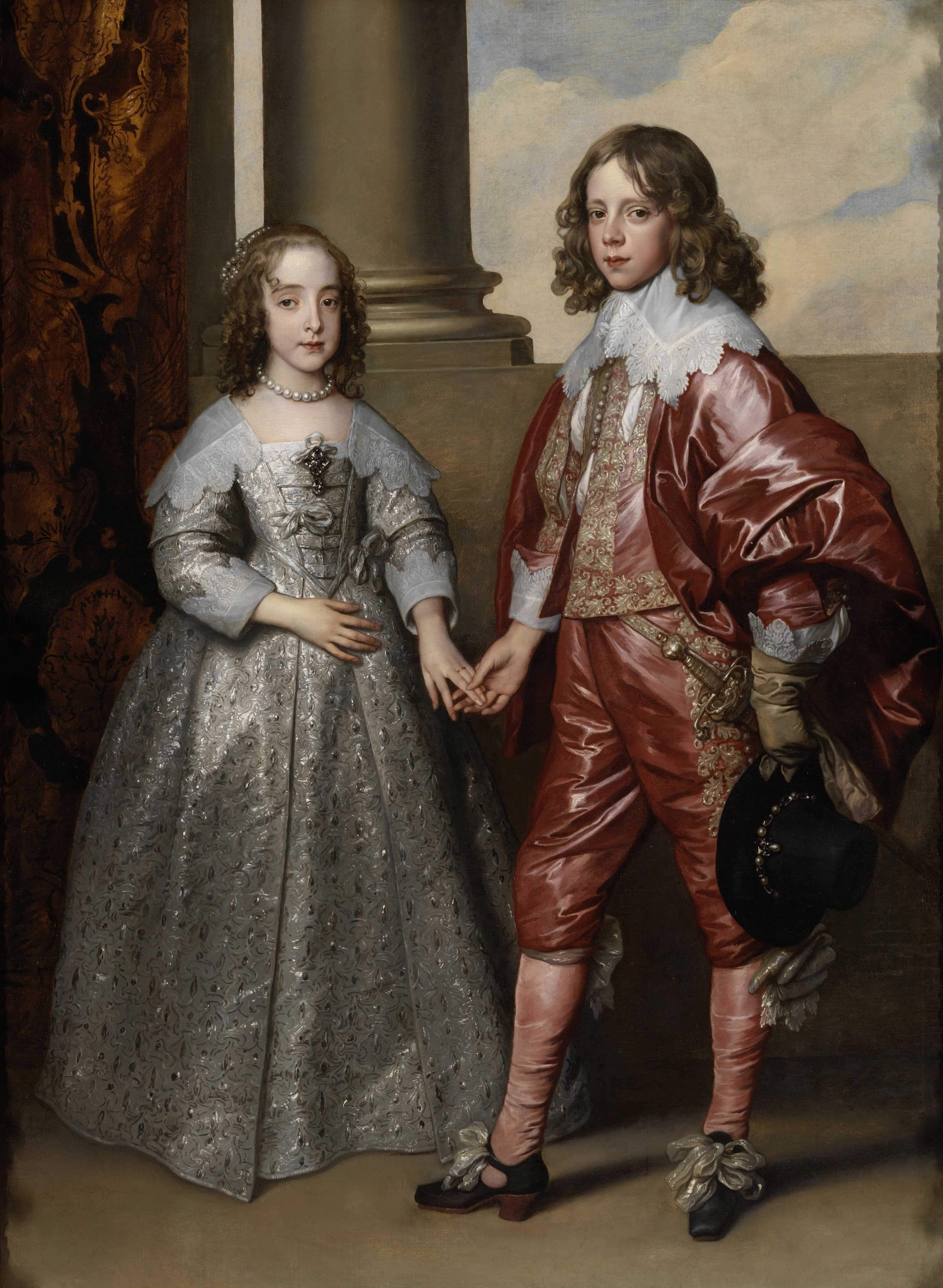
Portret Wilhelma II i Marii Stuart namalowany z okazji ich zaręczyn

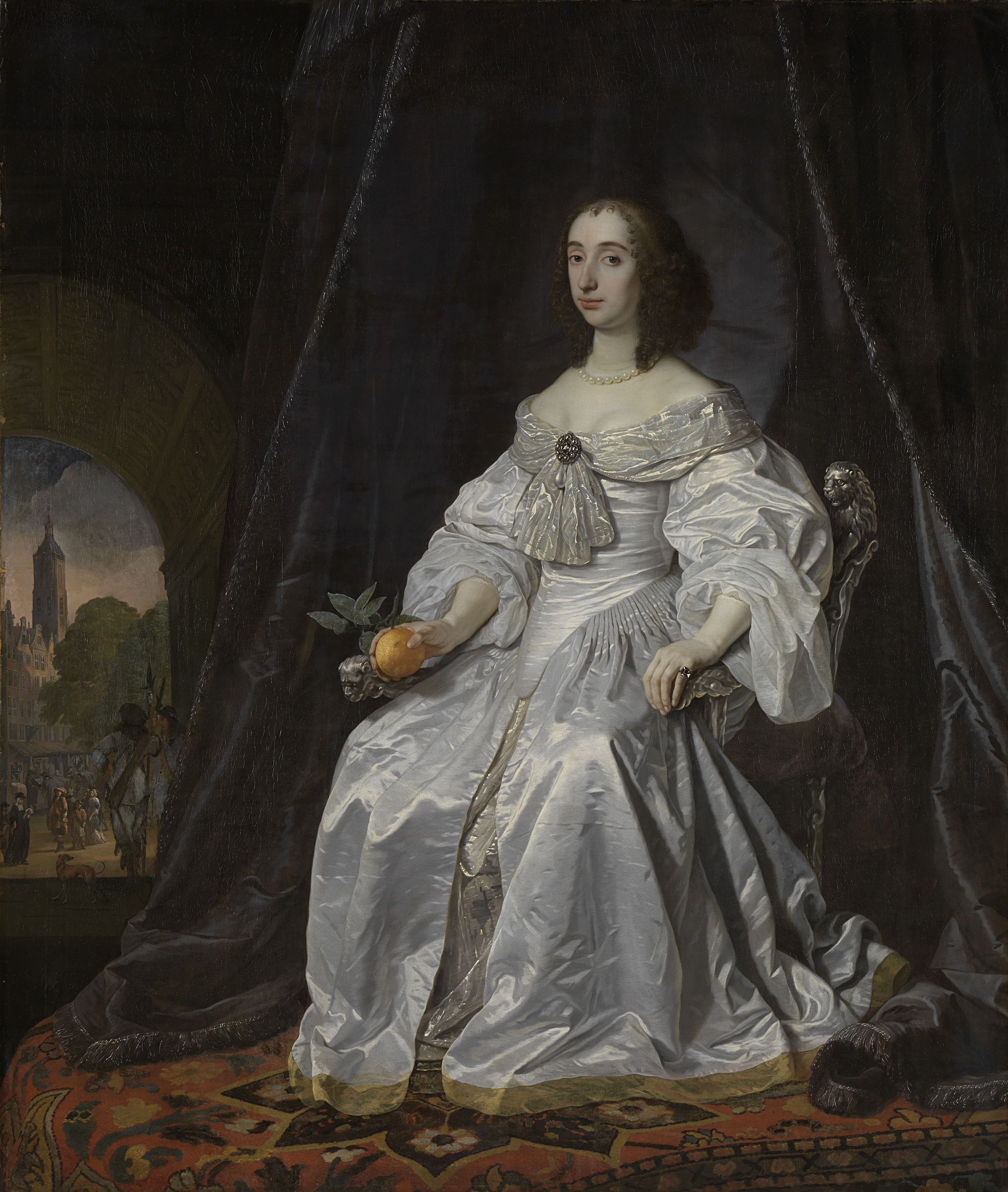
Portret Marii Stuart

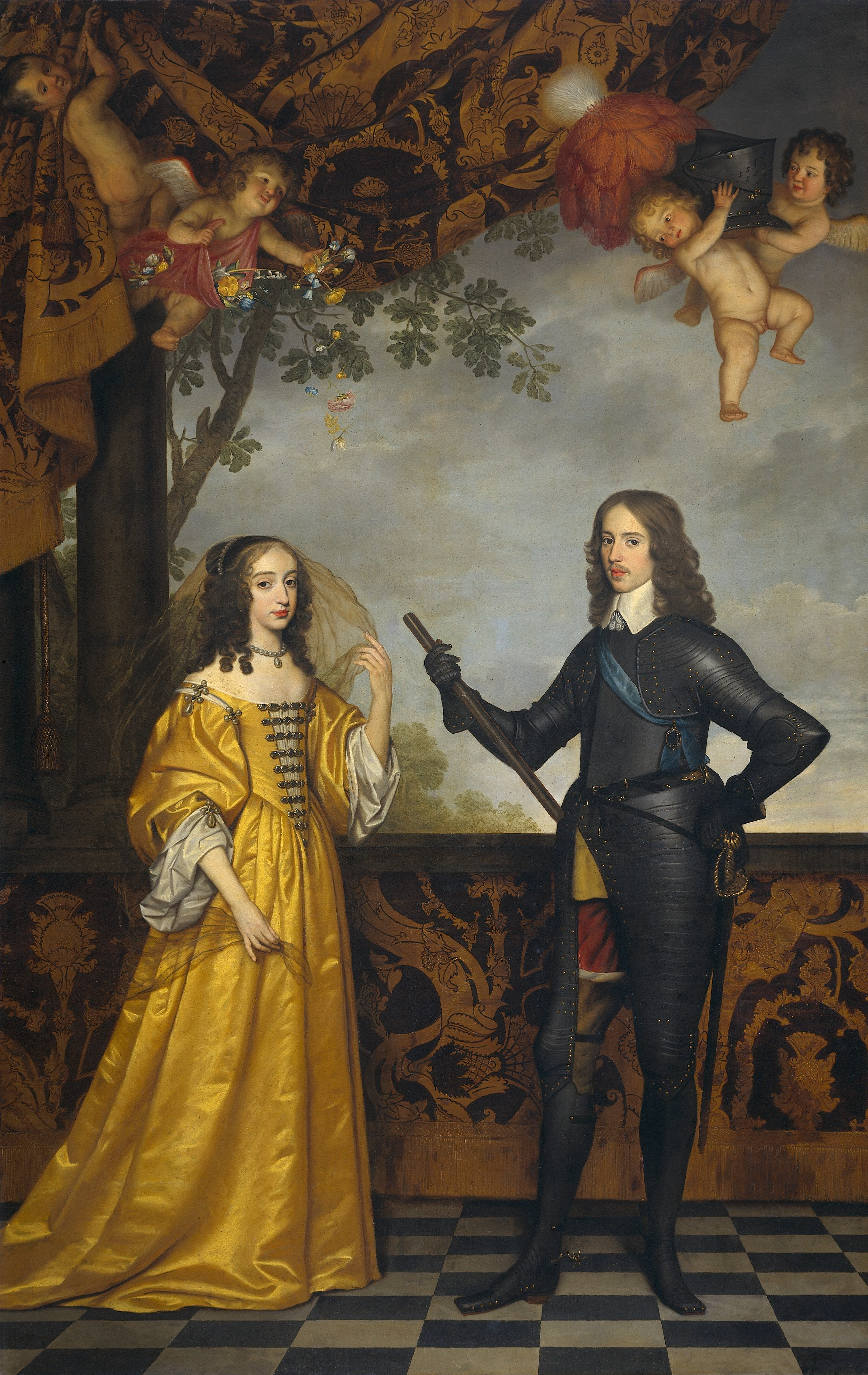
Maria Stuart z mężem

Maria Henrietta Stuart (ur. 4 listopada 1631, zm. 24 grudnia 1660) – Princess Royal, Księżna Oranii-Nassau. 
Była najstarszą córką Karola I Stuarta – króla Anglii, i jego żony – Henrietty Marii Burbon, księżniczki Francuskiej. Urodziła się w St. James’s Palace, w Londynie. W 1642 jej ojciec nadał jej tytuł Princess Royal i tym samym ustanowił tradycję, że najstarsza córka króla angielskiego zawsze nosi ten tytuł. Stało się tak, ponieważ matka Marii, córka króla Henryka IV, chciała by jej najstarsza córka nosiła tytuł taki, jaki nosiłaby we Francji (Madame Royale). 

## Księżna Oranii
Maria została żoną Wilhelma Orańskiego, księcia Oranii-Nassau (1626–1650). W 1647, po śmierci jej teścia Fryderyka Henryka, jej mąż został stadhouderem Niderlandów. Trzy lata później zmarł jednak na ospę, a tydzień po jego śmierci urodził się ich jedyny syn – Wilhelm III (1650–1702), późniejszy król Anglii, Irlandii i Szkocji. 
Maria jako wdowa musiała podzielić się opieką nad synkiem z jego babcią – Amalią Solms-Braunfels (wdową po księciu Fryderyku Henryku) i z Fryderykiem Wilhelmem (elektorem Brandenburgii). Wśród samych Holendrów Maria była niepopularna, ponieważ sympatyzowała zawsze ze swoją rodziną – Stuartami, później zaś, kiedy z Anglii wygnani zostali jej dwaj bracia: król Karol II i książę Yorku, Jakub, wręcz zabroniono jej kontaktowania się z nimi. 
W latach 1654–1657 Maria mieszkała właściwie poza Niderlandami. W 1657 została regentką Oranii w imieniu swojego syna, ale trudności związane z jej pozycją spowodowały, że musiała ona błagać o pomoc króla Francji, Ludwika XIV. Ten wykorzystał to i sam zawładnął całą Oranią.
Restauracja Karola II w Anglii znacznie podniosła pozycję księżnej-wdowy i jej syna w całych Niderlandach. We wrześniu 1660 Maria wróciła do Anglii, aby odwiedzić obu braci, i zmarła podczas tej wizyty na ospę w Whitehall Palace w Londynie. Została pochowana w Westminster Abbey.